# Robert Caro
Pour les articles homonymes, voir Caro.
Robert Allan Caro (né le 30 octobre 1935 à New York) est un biographe particulièrement remarqué pour ses biographies de politiciens américains comme Robert Moses ou Lyndon B. Johnson. 
Après des années de travail de journaliste, Caro écrit The Power Broker (1974), une biographie de l'urbaniste new-yorkais Robert Moses. Il entreprend ensuite une série biographique sur le président Lyndon B. Johnson, connue sous le titre de The Years of Lyndon Johnson (1982, 1990, 2002, 2012).
Caro obtient deux fois le Prix Pulitzer.

## Biographie
En 1957, Caro obtient un diplôme en anglais de l'université de Princeton. Il est Carnegie Fellow à l'université Columbia, puis Nieman Fellow à l'université Harvard pendant un an. Caro commence sa carrière professionnelle comme journaliste au New Brunswick Daily Home News au New Jersey. Il est journaliste d'investigation pendant six ans pour Newsday.
En octobre 2007, Caro est nommé Holtzbrinck Distinguished Visitor de l'académie américaine de Berlin. Le 25 février 2010, le président Barack Obama lui décerne la plus haute récompense américaine dans le domaine des arts : The National Humanities Medal. Dans son discours, Obama décrit à quel point la lecture de The Power Broker l'a fasciné et l'impact que cette lecture a eu sur la manière dont il pense la politique. Le 10 avril 2010, Caro est nommé au New York State Writers Hall of Fame.

## Œuvres
- The Power Broker: Robert Moses and the Fall of New York. 1974. Alfred a Knopf Inc., New York.  (ISBN 0-394-48076-7)
- The Years of Lyndon Johnson: The Path to Power. 1982. Alfred a Knopf Inc., New York.  (ISBN 0-394-49973-5)
- The Years of Lyndon Johnson: Means of Ascent. 1990. Alfred a Knopf Inc., New York.  (ISBN 0-394-52835-2)
- Master of the Senate: The Years of Lyndon Johnson. 2002. Alfred a Knopf Inc, New York.  (ISBN 0-394-52836-0)

## Récompenses
- 1975 :
  - Prix Pulitzer (catégorie biographie) pour The Power Broker: Robert Moses and the Fall of New York
  - Prix Francis Parkman pour The Power Broker: Robert Moses and the Fall of New York
- 2002 :
  - National Book Award (catégorie essais) pour Master of the Senate: The Years of Lyndon Johnson
- 2003 :
  - Prix Pulitzer (catégorie biographie) pour Master of the Senate: The Years of Lyndon Johnson
- 2009 :
  - National Humanities Medal